# Земля Вілкса
Земля Вілкса (англ. Wilkes Land) — частина території Східної Антарктиди, що лежить між Землею Аделі і Землею Королеви Мері. Являє собою поверхню материкового льодовикового покриву товщиною понад 3 км. Висота льодовикової поверхні на різних ділянках досягає 1000—2500 м. Біля узбережжя є ділянки, вільні від льоду (оази Бангера, Грірсон, нунатаки, скелі). У деяких місцях є шельфові льодовики. Прибережні ділянки Землі Вілкса — береги Нокса, Бадда, Сабріни, Банзаре і Кларі.
Землю було відкрито американською експедицією під керівництвом Чарльза Вілкса 1840 року і названо на його честь австралійської експедицією 1911—14 рр. На землі Вілкса проводилися дослідження австралійськими (наукова станція Кейсі) і радянськими експедиціями. У 2006 році групою під керівництвом Ральфа фон Фрезі (Ralph von Frese) і Леремі Поттса (Laramie Potts) за даними вимірювань гравітаційного поля Землі супутниками GRACE було виявлено так званий кратер Землі Вілкса.
Земля Вілкса перебуває під загрозою повного танення 2009 року[джерело?].

## Земля Вілкса в масовій культурі
Земля Вілкса згадується у фільмі «Цілком таємно». Туди прямує Фокс Малдер, щоб врятувати Дейну Скаллі.